# 友松タケホ
友松タケホ（ともまつ たけほ、1967年3月25日 -）は、日本の俳優、鳥取県出身。明治大学卒業。グローヴエンタテイメント所属。身長158cm、体重60kg。

## 出演作品

### テレビドラマ
- 春日局（1989年、NHK）
- 翔ぶが如く（1990年、NHK）
- GIFT（1997年、フジテレビ）
- 踊る大捜査線（1997年、フジテレビ）
- 女医（1999年、日本テレビ）
- 柳橋慕情（2000年、NHK）
- ブラックジャック（2000年、TBS）
- 妻の靴音（2001年、日本テレビ）
- 恋がしたい×3（2001年、TBS）
- 茂七の事件簿（2001年、NHK）
- てのひらの闇（2001年、BSジャパン、テレビ東京）
- 終りに見た街（2005年、テレビ朝日）
- 壊れた脳　生存する知（2007年、フジテレビ）
- これでいいのだ!赤塚不二夫伝説（2008年、フジテレビ）
- タイムスクープハンター・シーズン5第14話（2013年、NHK） - 僧侶・佛海役

### CM
- シチズン

### 映画
- ピカ☆ンチ（2002年、ジェイ・ストーム）
- ピカ☆☆ンチ（2004年、ジェイ・ストーム）
- 恋するイノセントマン（2004年、舞台企画集団ハルベリー）
- TRICK劇場版2（2006年、東宝） - 上田と格闘した信者（小さい方） 役
- 容疑者 室井慎次（2005年、フジテレビ、東宝）
- 陸に上った軍艦（2007年）
- 谷中暮色（2009年、BIG RIVER FILM）
- RAIN FALL（2009年、ソニー・ピクチャーズ）

### 舞台
- あまでうす（1993年、武蔵野芸能劇場）
- ロミオとジュリエット2001（2001年、博多座）
- じゃじゃ馬馴らし・じゃじゃ馬馴らしが馴らされて（2003年、シアターΧ）
- 石ころは濡れてそしてまた乾いた（2003年、シアターグリーン）
- 無頼の女房（2006年、シアタートップス）
- カルメン（2008年、風の丘HALL）

## 脚本・演出

### 舞台
- フューチャー・ナウ!!（2008年、舞台企画集団ハルベリー公演、しもきた空間リバティ）